# Arrondissement Valenciennes
Arrondissement Valenciennes (fr. Arrondissement de Valenciennes) je správní územní jednotka ležící v departementu Nord a regionu Hauts-de-France ve Francii. Člení se dále na devět kantonů a 82 obce.

## Kantony
- Anzin
- Bouchain
- Condé-sur-l'Escaut
- Denain
- Saint-Amand-les-Eaux-Rive droite
- Saint-Amand-les-Eaux-Rive gauche
- Valenciennes-Est
- Valenciennes-Nord
- Valenciennes-Sud